# Bajo el mismo techo (serie de televisión)
Bajo el mismo techo fue una serie de corte familiar transmitida en el año 2005 en el Canal de las Estrellas.
El elenco principal lo conformaron Laura Flores, José Elías Moreno, Luis Gimeno, Imanol Landeta, Yuliana Peniche y Cristiane Aguinaga, dándole vida a la familia Acosta, protagonista de la serie. Gerardo Quiroz, conocido por haber participado en la serie Papá soltero, fue el productor de este programa familiar. Cabe destacar que la serie fue grabada en su totalidad usando sólo locaciones reales y no sets de televisión, incluyendo la casa de la familia.
El tema musical de la serie se llama Un sitio para el amor y es interpretado por Alejandro Filio.

## Argumento
Laura y Pepe Acosta llevan 20 años casados, son un matrimonio feliz y juntos tienen tres hijos, Ximena, Pepe Jr. y Mariana, la primera es fresa, rebelde y muy presumida, el segundo es el más responsable (o sea todo lo contrario de Ximena), y la tercera es una niña de 10 años, le gusta jugar y divertirse, Mariana acostumbra tener peleas con Ximena. Otra persona que integra esta familia es Don Luis, el padre de Laura.

## Reparto

### Principales
- Laura Flores - Laura de Acosta
- José Elías Moreno - José "Pepe" Acosta
- Luis Gimeno - Don Luis
- Imanol Landeta - José "Pepe Jr" Acosta hijo
- Yuliana Peniche - Ximena Acosta
- Cristiane Aguinaga - Mariana Acosta

### Secundarios
- Isabel Martínez "La Tarabilla" - Doña Socorro
- Roxana Saucedo - Marissa
- Arisbe Reyes - Dulce
- Rafael Perrín - Álvaro
- Luis Mario Quiroz - Mario
- Luis Carlos Muñoz - Diego
- Ximena Quiroz - Karla
- José Ron - Eugenio
- Yurem Rojas -  Lalo
- Manuel Saval - Carlos
- Juan Acosta - Santiago
- Luz María Jerez - Carmen
- Macaria - Francisca Murillo
- Andrea Torre - Regina
- Paula Quijas - Paola Duarte
- Alejandro Tommasi - Genaro Garza
- Salvador Toruño - Amigo de Eugenio
- Mishelle Arroyo - Vanessa